# Pontonia ardeae
Pontonia ardeae är en kräftdjursart som beskrevs av Bruce 1981. Pontonia ardeae ingår i släktet Pontonia och familjen Palaemonidae. Inga underarter finns listade i Catalogue of Life.